# Ponte modulante
In un brano musicale in Forma-sonata, si definisce ponte modulante la sezione che connette il primo al secondo tema (o gruppo tematico), modulando dalla tonalità dell'uno a quella "di contrasto" dell'altro.
Data la sua funzione, esso si caratterizza come momento dinamico nella dialettica della composizione. Tale aspetto si concreta, dal punto di vista armonico, in una spiccata instabilità tonale, con la presenza di accordi alterati, progressioni, cadenze evitate o, più in generale, brevi e continue modulazioni "passeggere"; dal punto di vista ritmico e strutturale, in una certa scorrevolezza o fluidità e nell'usuale irregolarità periodale.
Il materiale tematico utilizzato può:
1. evolversi dal primo tema, ed allora il ponte viene a connotarsi come momento di sviluppo all'interno della sezione;
2. anticipare elementi del secondo tema, il quale però vi si contrapporrà per il suo carattere di maggior staticità;
3. discostarsi da entrambi, presentando spunti ritmici e melodici nuovi, di modo che il ponte venga ad acquisire una propria autonoma fisionomia rispetto ad essi (ciò avviene normalmente nelle composizioni di maggior dimensione: nell'economia del brano, il ponte viene a rilevare quasi come "terzo elemento", ma la sua instabilità armonica impedisce a questo di assurgere a "tema").

Il ponte modulante costituisce il principale elemento di discrimine nel confronto tra Esposizione e Ripresa:
- nella prima, infatti, ha la funzione di condurre dalla tonalità del primo tema (la tonalità d'impianto) a quella del secondo tema, che concluderà la sezione (la tonalità della dominante, oppure la relativa, nell'ossequio della tradizionale dicotomia propugnata dalle forme musicali pregresse); pertanto il suo fluire sarà finalizzato ad arrestarsi cadenzando significativamente (normalmente troveremo la cadenza perfetta) in tale tonalità;

- nella seconda, invece, il secondo tema si ripresenta nella tonalità d'impianto, che poi concluderà la composizione; funzione del ponte, una volta attuata la destabilizzazione della tonalità del primo tema, sarà dunque quella di ricondurvisi; ed allora interessante può essere constatare in quale punto il ponte nella Ripresa si discosti dal proprio declinarsi nell'Esposizione, e con quali espedienti modulatori conduca ad un diverso esito delle due sezioni.